# Campanula haradjanii
Campanula haradjanii là loài thực vật có hoa trong họ Hoa chuông. Loài này được Rech.f. mô tả khoa học đầu tiên năm 1950.